# Ruschia maxima
Ruschia maxima är en isörtsväxtart som först beskrevs av Adrian Hardy Haworth, och fick sitt nu gällande namn av L. Bol. Ruschia maxima ingår i släktet Ruschia och familjen isörtsväxter. Inga underarter finns listade i Catalogue of Life.